# Султанов, Камал
Кама́л Султа́нов (кирг. Камал Султанов; 1911 год, село Чон-Багыш — дата и место смерти не известны) — хлопковод, бригадир колхоза «Коммунизм» Ленинского района Ошской области, Киргизская ССР. Герой Социалистического Труда (1971). Лауреат Государственной премии Киргизской ССР (1976).

## Биография
Родился в 1911 году в крестьянской семье в селе Чон-Багыш (ныне — Ноокенский район, Джалал-Абадская область, Кыргызстан).
В 1930-е годы вступил в колхоз «Коммунизм» Ленинского района.
Участвовал в Великой Отечественной войне. После демобилизации возвратился в Киргизию, где продолжил хлопководом в колхозе «Коммунизм» Ленинского района. С 1959 года возглавлял хлопководческую бригаду в том же колхозе.
Бригада Камала Султанова ежегодно достигала высоких показателей по возделыванию хлопка и досрочно выполнила задания Восьмой пятилетки (1966—1970). Указом Президиума Верховного Совета СССР от 8 апреля 1971 года удостоен звания Героя Социалистического Труда «за выдающиеся успехи, достигнутые в развитии сельскохозяйственного производства и выполнении пятилетнего плана продажи государству продуктов земледелия и животноводства» с вручением ордена Ленина и золотой медали Серп и Молот.
В 1976 году бригадой Камала Султанова было собрано в среднем по 55,8 центнеров хлопка-сырца на участке площадью 75 гектаров. За эти выдающиеся трудовые достижения был удостоен Государственной премии Киргизской ССР.